# BBC Sound Effects
BBC Sound Effects ist eine Sammlung von digitalisierten Tondokumenten der BBC, in der rund 16.000 Klangdokumente erfasst sind.
Inhaber der Copyrights ist die BBC, die Daten im WAV-Format können jedoch für den persönlichen Gebrauch oder für Unterrichts- und Forschungszwecke kostenlos heruntergeladen werden. Eine kommerzielle Nutzung muss zwischen Sender und Nutzer individuell geregelt werden.
Die Datenbank wird durch Schlagworte erschlossen, allein das Schlagwort Fußstapfen enthält 617 Einträge.

## Bestand
Die Sammlung selbst der BBC umfasst rund 33.000 Mitschnitte weltweit aus den letzten 100 Jahren Sendetätigkeit der BBC. Enthalten sind Mitschnitte von BBC-Workshops, Spezialeffekte, die für TV- und Radioproduktionen des Senders produziert wurden, und u. a. Aufnahmen von der Bombardierung Londons (The Blitz) während des Zweiten Weltkriegs. Dazu kommen rund 15.000 Aufnahmen, die von der BBC Natural History Unit für Dokumentarfilme produziert wurden.
Das Archiv entstand praktisch mit Gründung des Senders im Jahre 1922 und deckt den gesamten Zeitraum seiner Sendetätigkeit ab.
Die sound collection, ein Schwerpunkt der Sammlung, entstand Ende der 1960er Jahre, als originale Naturgeräusche, wie fließendes Wasser, Wasserfälle, Regen, Wind oder Sturmgeräusche sowie Tierstimmen aller Art für die Tonspur von Natur- und Dokumentarfilmen benötigt wurden. Regisseure und Tonmeister bedienten sich aus dem Archiv, wenn es sich während des Filmens als schwierig oder unmöglich herausstellte, beim Filmen gleichzeitig auch den Ton aufzunehmen. Gelegentlich erhielt das Filmteam auch den Auftrag, Naturgeräusche für die spätere Verwendung beim Editing im Voraus aufzunehmen. Daraus entstand allmählich die umfangreichste Sammlung von Naturgeräuschen im Vereinigten Königreich. Unter den Tondokumente der Sammlung befinden sich auch Aufnahmen der Naturfilmer und Umweltaktivisten David Attenborough, David Toombs, Nigel Tucker oder Chris Watson (* 1952).

### DieNatural History Sound Collection
BBC Sound Effects erlaubt Zugriffe auf die Natural History Sound Collection der British Library, soweit die Dokumente digitalisiert sind.
Die Sammlung der BL umfasst inzwischen über 240.000 dokumentierte und wissenschaftlich aufbereitete Tondokumente und ist damit die größte ihrer Art in Europa.